# Валаурија (Потенца)
Валаурија (итал. Vallauria) је насеље у Италији у округу Потенца, региону Базиликата.
Према процени из 2011. у насељу је живело 48 становника. Насеље се налази на надморској висини од 664 м.